# Villa María (Córdoba)

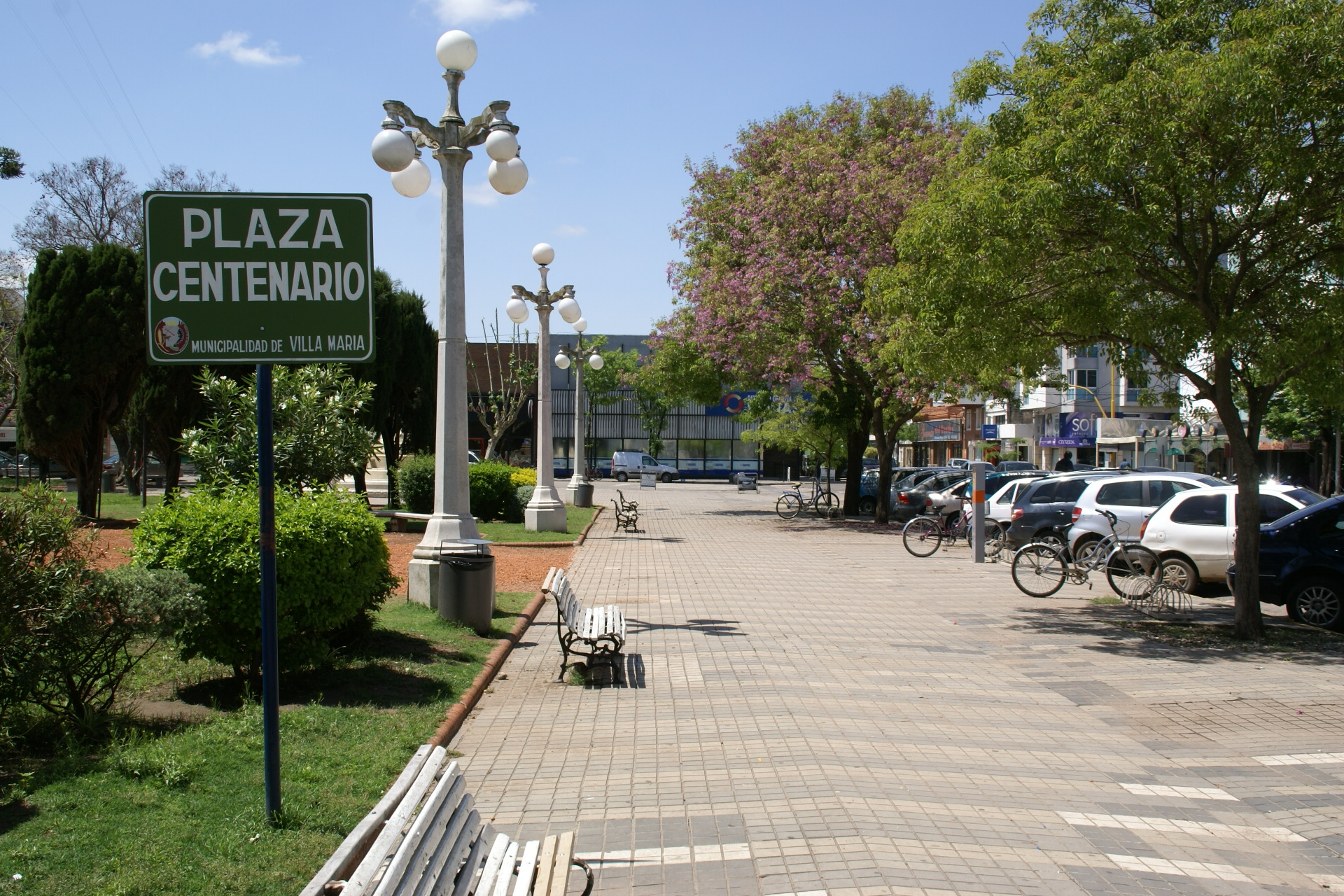
Plaza Centenario

Villa María es una ciudad del centro de la provincia de Córdoba, Argentina, cabecera del departamento General San Martín. Es la tercera en importancia de la provincia, luego de la ciudad capital y Río Cuarto (segunda ciudad de la provincia).
Se encuentra en plena pampa semiárida a orillas del Río Calamuchita, a 153 km al sudeste de la ciudad de Córdoba, a 607 km (por carretera) al norte de la Ciudad de Mendoza, y a 100 km al este del Valle de Calamuchita.
Villa María al encontrarse en un área de agricultura y ganadería intensivas, con importante producción de cereales, frutales y oleaginosas (soja, trigo, maíz, girasol, avena, cebada, centeno), devino en un importante centro económico subregional en el cual se han desarrollado industrias y servicios relacionados con las actividades agropecuarias.
Además, la ciudad es el centro de una de las principales cuencas lecheras de Argentina, así como industrias de apoyo a la actividad agraria (agromecánica, agroquímicos). Aun así, la industria en esta ciudad se ha diversificado a partir de la segunda mitad del siglo XX, sumándose las industrias alimentarias, metalmecánicas livianas, textiles, del vidrio, cementeras y químicas no específicamente ligadas al agro. El desarrollo de la ciudad llevó al crecimiento de los servicios de salud y educación que atienden la población del sudeste cordobés. Ese sector produce importante recursos económicos a la población. 
La ciudad de Villa María tiene su núcleo original en la ribera izquierda (norte) del mencionado Ctalamochita, aunque en el transcurso del siglo XX se ha conurbado con la ciudad de Villa Nueva ubicada en la ribera sur.
Desde el sitio en que está emplazada Villa María, el Ctalamochita, con un caudal allí de 8,35m³/s, podría ser navegable regularmente pero aún tal hidrovía se encuentra subutilizada.

## Historia
A la llegada de los conquistadores españoles el territorio estaba habitado por pueblos originarios. En el siglo XVI, se crearon postas; en la ruta que siguieron Jerónimo Luis de Cabrera y su lugarteniente Lorenzo Suárez de Figueroa, una de ellas fue la denominada "Posta del Paso de Ferreyra", situada a orillas del Río Ctalamochita, estratégicamente ubicada en el trayecto del Camino Real. Sobre la margen izquierda del río Tercero, existía la "Estancia del Paso de Ferreyra", propiedad de Lorenzo Suárez de Figueroa. En 1839 la compró el comerciante de la ciudad de Buenos Aires Don Mariano Lozano y, tiempo después, se la vendió a Manuel Anselmo Ocampo, joven porteño de 34 años de edad y de familia vinculada con el poder político y económico.
En 1866 se inicia el tendido del Ferrocarril Central Argentino línea que entonces uniría Rosario con Córdoba capital. Para esa época, el terrateniente Manuel Anselmo Ocampo decide lotear las tierras cercanas a la antigua posta, lo que da motivo al proceso fundacional de la ciudad: hizo trazar el plano en sus tierras el 25 de septiembre de 1867 y los envió al Gobierno de Córdoba junto con el plano de la futura ciudad. La tarea técnica de elaboración de planos estuvo a cargo del ingeniero Etchenique.
Se reconoce como fecha para festejar el aniversario de la ciudad el 27 de septiembre, fijando la fecha de fundación en 1867. Esta fecha ha surgido de un acuerdo entre vecinos que estudiaron la historia ya que nunca existió un acto específico de fundación. Sin embargo, existen registros del nombre desde un año antes, en 1866.
Dos posibles motivos indican por qué se designó a esta localidad con el nombre de "Villa María": uno es por homenaje a la Virgen María, patrona de la ciudad. El otro motivo puede ser en homenaje a María Luisa, la hija mayor de Manuel Anselmo Ocampo. Este, a su vez, fue abuelo paterno de la escritora Victoria Ocampo y de la hermana de esta, la escritora y poeta Silvina Ocampo.
Villa María, típica ciudad de la denominada Pampa Gringa cordobesa recibió desde un primer momento un flujo masivo de inmigrantes italianos (170 familias), españoles (105 familias), alemanes (57 familias), franceses (16 familias) e ingleses (10 familias). 
Desde sus orígenes en 1867, ayudada por la llegada del ferrocarril y la pre-existencia de la vecina localidad de Villa Nueva, el crecimiento de la población fue tan rápido que en 1915 fue categorizada como ciudad a partir de una reforma de la Constitución de la provincia.
En 1871, cuando Villa María estaba a punto de cumplir sus primeros cuatro años de existencia, dos diputados nacionales presentaron un proyecto de ley en cual plantearon que se creara una "comisión compuesta por un ministro del Poder Ejecutivo, dos senadores y dos diputados elegidos por el presidente de la República, acompañados de los ingenieros que ella juzgue necesarios". La misión de esta comisión propuesta en el Congreso Nacional era la de "…examinar si a inmediaciones de Villa María y Villa Nueva, sobre una u otra margen del Río Tercero de la provincia de Córdoba, se encuentra alguna localidad que reúna las condiciones necesarias para establecer en ella la capital de la República".
La autoría de ese proyecto de ley, fechado el 13 de septiembre de 1871, correspondió al diputado por Buenos Aires Eduardo Costa y Santiago Cortínez, diputado por San Juan. En el segundo artículo del proyecto se disponía que la comisión a constituir debía informar acerca de las "condiciones de salubridad", disponibilidad de agua y "fertilidad de la tierra" en la zona a estudiar. Esa información se volcaría en un "informe detallado" que debía exponerse: "Al abrir las sesiones del Congreso el año próximo…" (es decir 1872).
El proyecto pasó a la comisión de Negocios Constitucionales de la Cámara y las cosas se aceleraron. El 16 de septiembre esta se expide, actuando como miembro informante ante la Cámara, el diputado por Buenos Aires doctor Guillermo Rawson, quien en una extensa alocución, de manera entusiasta, remarcó las conveniencias políticas y geográficas de establecer la capital en la zona propuesta.
El 19 de septiembre de 1871, el Congreso de la Nación sancionó la ley que en sus primeros artículos estableció la federalización del punto denominado Villa María. Se demarcaría un área de 26 km por costado cuyos límites serían fijados por una comisión compuesta por cuatro legisladores y el ministro del Interior. Según se establecía, la capital de la Nación debería erigirse en el centro del territorio que delimitara la mencionada comisión. Para ello se fijó sujeta a expropiación "por causa de utilidad pública" un área de 10 kilómetros por costado. Pero la nueva capital que debía erigirse, de ponerse en vigencia real la ley, no llevaría la denominación de las existentes Villa María o Villa Nueva, dado que explícitamente se dejaba establecido que esa ciudad se denominaría "Rivadavia".
En 1871 el Congreso de la Nación sanciona un proyecto de ley que declaró que en la zona de Villa María se establecería la Capital de la República. Sin embargo, el entonces presidente de la Nación, Domingo Faustino Sarmiento, vetó la ley por entender que esta localidad, expuesta a malones indígenas, no era segura para las autoridades nacionales.
Desde 1968 la ciudad es sede del Festival Nacional de Peñas Folclóricas, edificándose para tal evento un gran anfiteatro, que en 2005 fue ampliado hasta llegar a una capacidad para 12.000 espectadores. El mismo escenario se utilizó para espectáculos nacionales así también internacionales como los de Ricardo Arjona, Maná, Ricky Martin, Cami, Lali, Raphael, Chayanne, Marco Antonio Solís, Julieta Venegas, Enrique Iglesias, Abel Pintos y bandas de rock como La Renga, Los Piojos, Patricio Rey y sus Redonditos de Ricota, Divididos, Callejeros, Andrés Calamaro, Manu Chao. 
 En un principio el festival era de música folclórica, pero con el tiempo fue incorporando otros géneros. En los últimos años se ha transformado en un festival alejado de lo popular, como era al principio, en el sentido de permitir el acceso al espectáculo de los sectores menos favorecidos de la sociedad. Es así que los precios son caros y si bien tiene mucho éxito el festival, es que viene gente de otros lugares. Ahora la música es variada y algunos los llaman el festival de los festivales, lo que lo ha llevado a perder su identidad primitiva.
Entre sus gobernantes más recordados se destaca la figura de Salomón Deiver, hombre que mantuvo un lazo importante con los sectores más pobres del lugar. Otra figura recordada es el intendente Parajón Ortiz, liberal de origen radical que en un segundo mandato logrado cuando el fascismo impuesto por la dictadura del ´30 campeaba en la provincia de Córdoba. Si bien en ese período se realizaron importantes obras, también se destacaron los negociados y los bajos salarios que se les pagó a los obreros municipales y de empresas que trabajaban con la administración local.
Un acontecimiento histórico muy recordado en la ciudad es el copamiento de la Fábrica Militar de Pólvora y Explosivos de Villa María, por parte del ERP (Ejército Revolucionario del Pueblo) en agosto de 1974.

### Intendentes luego de recuperada la democracia en 1983
- Horacio Cabezas (1983-1987, Unión Cívica Radical).
- Miguel Ángel Veglia (1987-1999, Unión Cívica Radical).
- Eduardo Luis Accastello (1999-2003): no terminó su mandato, ya que renunció para ocupar otro cargo político. Fue elegido por un grupo de partidos nucleados en Unión por Córdoba, integrado por el Partido Justicialista y la U. C. D.
- Martín Rodrigo Gill (2003): ocupó el cargo tras la renuncia de Accastello, habiendo sido elegido concejal por U.P.C. Luego fue rector de la Universidad Nacional de Villa María.
- Nora Ester Bedano (2003-2007): exesposa de Eduardo Acastello. Al final de su mandato se presentó como candidata a diputada nacional, y su partido perdió la elección en la provincia pero asumió por renuncia de Roberto Urquía.
- Eduardo Luis Accastello (2007-2015): en las elecciones municipales del 26 de junio de 2011 fue reelecto por un nuevo período, hasta 2015, con un porcentaje histórico del 56%. Fue candidato a gobernador provincial y quedó en el tercer puesto en las elecciones del 5 de julio de 2015.
- Martín Rodrigo Gill (Villa María para la Victoria-FpV, 2015-2020): fue elegido intendente el 2 de agosto de 2015 con el 48% de los votos. Asumió el 10 de diciembre de 2015. En 2019 fue reelecto por cuatro años más tomando licencia en enero del 2020.[5]
- Pablo Rosso (2020-2021) intendente interino.
- Martin Rodrigo Gill (2021-2023).
- Eduardo Luis Accastello (2023-2027). Fue elegido intendente por cuarta vez no consecutiva el domingo 1 de octubre de 2023.

## Economía
En Villa María se hallan empadronadas 516 industrias (que representan un 9% de la actividad), 3476 comercios (un 63% de la actividad) y 1551 empresas de servicios (un 28% de la actividad).
Las principales materias primas producidas en Villa María son: leche, cereales, carne, forrajes, hortalizas, oleaginosos, pieles y cuero, barro y materia orgánica, arena y piedra. Su destino es la industria, el comercio, el consumo y la exportación. Es importante la Fábrica Militar dedicada en gran medida a producir elementos de uso civil y pacífico.
Sobre la ruta 9 se encuentra el parque industrial, logístico y tecnológico de Villa María.Allí se encuentra la Central Térmica Villa María, generadora de energía eléctrica de MSU Argentina.

## Geografía

### Clima
La temperatura media de invierno actualmente es de 10.8 °C y la de verano 24.8 °C. Un clima templado ideal para el desarrollo de la vida vegetal, animal y humana.
La temperatura media anual es de 16.5 °C y resulta característica de la zona central de la pradera pampeana con una amplitud térmica aproximada del mes más cálido, enero, y el más frío, julio, de 14.5 °C.
La fecha media de las primeras heladas es para Villa María alrededor de la primera quincena de mayo y la fecha media de últimas heladas se ubica en la segunda quincena de septiembre. En consecuencia el período medio libre de heladas es superior a los 212 días.

### Relieve
Villa María se halla dentro de la llanura pampeana donde no existen plegamientos y, por lo tanto, no se registran accidentes orográficos. Su altura es con respecto al nivel del mar es de 196 m y el suelo registra una suave pendiente con declive hacia el sudeste.

## Población
La población de Villa María es de 96 061 habitantes. Si se considera junto a la ciudad de Villa Nueva (que está del otro lado del río y es mucho más antigua), según el censo nacional de 2010, fue de 98,169 habitantes (Indec, 2001), tal cifra se desglosa en 79 351 pobladores de Villa María propiamente dicha y 18 818 pobladores la vecina población de Villa Nueva, de la cifra total >52 % mujeres.
El censo provincial de población de 2008 registró 75 551 habitantes del municipio Villa María y 18 268 del municipio Villa Nueva, por lo que sumados totalizan 93 819 pobladores. Debe aclararse que Villa Nueva es un municipio separado, con administración propia y la localidad posee categoría de ciudad. Se debe tener presente que este censo computó los radios municipales completos, incluyendo las correspondientes áreas rurales, por lo que la población urbana es ligeramente inferior a dicha cifra.
La tasa anual de crecimiento de la población de Villa María es de 1,2597 %. La esperanza de vida de los habitantes de la ciudad es de 79 años 4 meses. Para las mujeres, la esperanza de vida es de 82 años 10 días, y para los varones de 77 años 4 meses.Vale hacer notar, que el período de mayor crecimiento poblacional de Villa María, es la década comprendida entre 1970 y 1980, con un crecimiento del 38,15% en su población, mientras que de 1980 a 1990 fue del 13,62% ; del 1990 al 2001 ese crecimiento fue del 11,65% y en la década del 2001 al 2010 fue del 9%.
Cabe destacar que Villa María es la ciudad con más desarrollo del departamento General San Martín.
| Gráfica de evolución demográfica de Villa María entre 1960 y 2022 |
|                                                                   |
| Fuente: Censos nacionales del INDEC                               |

## Barrios
Cuenta con 39 barrios:
- Almirante Brown
- Barrancas del Río
- Bello Horizonte
- Belgrano
- Carlos Pellegrini
- Centro Oeste
- Centro Norte
- Centro Este
- Centro Sur
- Evita
- Empleados Públicos
- Florentino Ameghino
- Gral. Güemes
- Gral. Lamadrid
- Gral. Paz
- Industrial
- La Calera
- Las Acacias
- Las Playas
- Los Olmos
- Malvinas Argentinas
- Mariano Moreno
- Nicolás Avellaneda
- Palermo
- Parque Norte
- Ramón Carrillo
- Rivadavia
- Roque Sáenz Peña
- San Juan Bautista
- San Justo
- San Martín
- San Nicolás
- Santa Ana
- Sarmiento
- Trinitarios
- Villa Albertina
- Vista Verde

## Otros datos de interés

### Edificios principales
Villa María es sede de un obispado, y en su patrimonio edilicio se destacan la catedral (edificio inaugurado en 1884 que reúne elementos del neoclásico y el estilo neocolonial), la Casa de España (palacete de estilo morisco construido en las dos primeras décadas de siglo XX), el antiguo Hotel Palace que desde septiembre de 2014 lleva el nombre de "27 de setiembre Dr. Miguel Ángel Veglia". Actualmente el edificio, construido en 1930, es la sede central del gobierno municipal. Otra edificación de interés es el Anfiteatro Centenario. El escenario se denomina Hernán Figueroa Reyes.

### Educación y cultura
La primera universidad de Villa María fue la Universidad Tecnológica Nacional, que está representada por la Facultad Regional Villa María y que desde allí plantea un alcance regional. Más recientemente Villa María ha completado su oferta educativa con la creación de la Universidad Nacional de Villa María. La ciudad también cuenta con sede de universidades como la Católica de Salta e importantes instituciones educativas de nivel superior no universitario que mantienen convenios con diferentes universidades del país,  como por ejemplo la escuela superior de bellas artes Emiliano Gómez Clara, el conservatorio provincial de música Felipe Boero, la Escuela Normal Superior Víctor Mercante y el Iescer Dr. Ángel Diego Márquez.
Cuenta con varios institutos de enseñanza primaria y secundaria, tanto públicos como privados entre los que destacan: Instituto La Santísima Trinidad (Trinitarios- E.S.I.L.), el Instituto San Antonio, Instituto Secundario Manuel Belgrano, Instituto Del Rosario (Rosarinas), Instituto Secundario Bernardino Rivadavia, Escuela El Caminante, Colegio Nacional, el I.P.E.T N.º 49 (ex Escuela del Trabajo), Escuela Bilingüe Bicultural Dante Alighieri, etc.
Además de las ya mencionadas Universidad Nacional de Villa María y UTN FRVM (Universidad Tecnológica Nacional, Facultad Regional Villa María).
En la ciudad funcionan sucursales con modalidad a distancia de algunas universidades nacionales, como la Universidad Católica de Salta y la Universidad Empresarial Siglo 21. 
La ciudad, también posee un medio televisivo en su modalidad de circuitos cerrados de televisión, comúnmente conocida como Televisión por Cable, el Canal 9 de Villa María.  
La ciudad de Villa María se unió a la UNESCO Global Network of Learning Cities in 2016.

## Deportes
La ciudad cuenta con el estadio polideportivo municipal Guillermo Evans, ubicado frente a la Costanera, destinado para las personas que quieran realizar actividad física.
En fútbol, el club más reconocido de la ciudad es Alumni, fundado en 1934 y que juega sus partidos como local en Plaza Ocampo. El 22 de diciembre de 1979, el equipo jugó un amistoso con Argentinos Juniors, partido que contó con la presencia de Diego Maradona, con 19 años, en un estadio colmado. En 2006, el equipo ascendió al Argentino A (3.ª categoría del Fútbol Argentino), donde jugó 7 temporadas, siendo su mejor actuación en la primera, en donde alcanzó la semifinal.

## Infraestructura en salud
En la actualidad la ciudad cuenta con un importante centro de salud, el Hospital Regional Pasteur, que fuera reinaugurado en su nueva ubicación en diciembre de 2014 por el entonces gobernador José Manuel de la Sota.
El Hospital Pasteur es un centro sanitario de alcance regional, y se trata de un hospital Polivalente de complejidad Nivel II. Actualmente su directora es la Dra Liliana Abraham y su Subdirector Dr Darío Quinodoz
Por su parte, la ciudad a nivel de infraestructura pública para la atención de su comunidad, presenta 16 Centros de salud públicos que incluyen los denominados Centros de atención primaria (CAPS) y la Asistencia Pública, quien lleva la dirección en dicha Institución es la Lic. Victoria Becco. 
Por su parte los CAPS están bajo la dirección de la Dra. Florencia Ruggeri. Y dependen de la Secretaría de Salud municipal bajo la gestión del Dr César Rivera.

## Instituciones locales

### C.T.A. regional Villa María
Entidad sindical de tercer grado que nuclea los gremios más combativos que trabajan por los derechos de sus afiliados y de la clase trabajadora en general. Generalmente mantiene posiciones opuesta a la CGT local que adhiere al modelo de Estado gestionado por el intendente Eduardo Accastello. Entre otros gremios la integran A.T.E. (Asociación de los Trabajadores del Estado), UTEM (Unión de Trabajadores de los Estados Municipales), Panaderos, etc. Desde la esta Central históricamente se ha desarrollado un fuerte trabajo en lo social.

### C.G.T Regional Villa María

#### Historia del movimiento obrero local
Villa María, fundada en 1867, “la hija del riel” –como dice el historiador Bernardino S. Calvo– es desde su génesis, un vital nudo ferroviario del país; de allí que, las primeras organizaciones obreras estuvieran representadas por los trabajadores ferroviarios (La Fraternidad – Unión Ferroviaria).
Entre las primeras luchas obreras, de fines de siglo XIX, estuvieron las vinculadas al descanso dominical. “Allá por el año 4296, en Villa María eran los domingos los días de más trabajo comercial”; fue así que, los jóvenes empleados de comercio aspiraron a consagrar no laborable los domingos por la tarde.
Estas primigenias luchas por reivindicaciones obreras, impulsó la creación de sindicatos que agrupaban a trabajadores de distintas actividades.
Hacia fines de la primera década del siglo XX, una clase obrera urbana y su contorno rural, va adquiriendo carácter orgánico, por medio de la creación de la Federación Obrera (1919). Su primera acción se relacionó con un conflicto suscitado en el Molino Fénix.
En los primeros meses de 1936, Villa María fue sede de un Congreso Sindical de la Unión Obrera Provincial (U.O.P.), el que contó con la participación de la C.G.T. (creada en 1930) y de delegaciones de 54 sindicatos. Es este el antecedente más importante de la creación de la CGT Villa María; que además, se realizó en una década de combatividad permanente, de luchas constantes por reivindicaciones laborales; todo esto desencadenó en la unidad de los trabajadores.

## Principales industrias
- Noal S.A.
- Elcor S.A. - Tonadita
- Villa Nueva S.A.
- HAB - Héctor A. Bertone S.A.
- Industrias Cormetal

## Villa María y el bicentenario de Argentina
El 25 de mayo del 2010 en esta ciudad se preparó un locro promovido como el más grande del país o el más grande del mundo, y que se sirvió en más de 8 mil porciones, según estimó el municipio.

## Transporte
La ciudad de Villa María es atravesada por las rutas nacionales 9 y 158. La primera la une con Rosario, y con Buenos Aires, en sentido sureste. En paralelo a la Ruta Nacional 9 se extiende la Autopista Córdoba-Rosario, con tres accesos directos a la ciudad. En sentido noroeste, es la vía de conexión con todo el noroeste argentino y sus capitales (Santiago del Estero, San Miguel de Tucumán, Salta y San Salvador de Jujuy). La ruta 158, es hoy uno de los principales corredores de transporte entre Brasil y Chile. Atraviesa la ciudad en sentido suroeste-noroeste, y la pone en posición privilegiada respecto a los transportes hacia esos dos países. Además, atraviesan esta ciudad las rutas provinciales n.º 2 y 4.
La estación Villa María es una estación intermedia del servicio de larga distancia Retiro - Córdoba, y terminal del servicio regional Villa María - Córdoba, operados por la empresa estatal Trenes Argentinos Operaciones.
Además, cuenta con el aeropuerto Regional Presidente Néstor Kirchner, ubicado a 10 kilómetros del centro de la ciudad.